# Айрапетян, Григорий Михайлович
Григо́рий (Гурге́н) Миха́йлович (Мамиконович) Айрапетя́н (9 [22] августа 1914 — 14 марта 1998) — участник Польского похода РККА, Советско-финской и Великой Отечественной войн (в годы Великой Отечественной войны — командир взвода 756-го стрелкового полка 50-й стрелковой дивизии 13-й армии Северо-Западного фронта, младший лейтенант), Герой Советского Союза (1940), подполковник.

## Биография
Родился 9 (22) августа 1914 года в селе Мингрельск (ныне де-факто село Мардакертского региона непризнанной Нагорно-Карабахской республики, де-юре — село Мегрелалай в Тертерском районе Азербайджана) в семье крестьянина. Армянин. Член ВКП(б) с 1942 года. Окончил 7 классов, работал в колхозе.
В 1936 году призван в Красную армию. По окончании срочной службы остался в армии, в 1939 году окончил курсы младших лейтенантов. Участвовал в освободительном походе в Западную Украину 1939 году.
Во время советско-финской войны 1939—1940 годов младший лейтенант Айрапетян командовал стрелковым взводом 756-го стрелкового полка. В феврале 1940 года во время боёв по прорыву «линии Маннергейма» командовал штурмовой группой. 11 февраля его группа, единственная в полку, захватила первую линию траншей противника. В рукопашной схватке Айрапетян лично уничтожил более 20 солдат и офицеров. Он умело организовал и провёл блокировку огневых точек врага. Бойцы уничтожили свыше двухсот финских солдат и офицеров, захватили два дота, много важных документов и схем, которые помогли командованию вести дальнейшие наступательные бои. 12 февраля, при отражении уже пятой за день контратаки финнов, Айрапетян был тяжело ранен. Пришел в сознание только 17 февраля в полевом госпитале.
Указом Президиума Верховного Совета СССР от 7 апреля 1940 года за образцовое выполнение боевых заданий командования на фронте борьбы с финской белогвардейщиной и проявленные при этом доблесть и мужество младшему лейтенанту Айрапетяну Григорию Михайловичу присвоено звание Героя Советского Союза с вручением ордена Ленина и медали «Золотая Звезда» (№ 390).
В августе 1940 года после выздоровления младший лейтенант Айрапетян прибыл в Ленинградское пехотное училище на должность командира курсантского взвода. Здесь он встретил начало Великой Отечественной войны. Уже в августе 1941 года в составе училища с курсантским взводом участвовал в боях на Лужском рубеже, был ранен. После выздоровления служил в училище в Березниках.
В 1942 году старший лейтенант Айрапетян убыл на фронт командиром 8-го отдельного горно-стрелкового батальона. Со своими воинами-альпинистами принимал участие в защите Кавказа, помогал в горных переходах подразделениям и частям наших войск. С декабря 1942 года комбат Айрапетян в составе 233-й стрелковой дивизии сражался с гитлеровцами на Кубани.
В августе 1943 года стал капитаном и был назначен командиром батальона 814-го стрелкового полка 409-й армянской стрелковой дивизии. В составе дивизии участвовал в освобождении Украины, Молдавии, Румынии, форсировал реки Днепр, Днестр, Буг. В этих боях Айрапетян проявил себя как закаленный офицер, бесстрашный воин и в 1944 году был направлен на учёбу в Москву на курсы «Выстрел».
Окончив курсы, служил старшим инспектором, а позднее — заместителем командира стрелкового полка. В 1948—1952 годах Айрапетян заочно учился в Военной академии имени Фрунзе. В 1951 году перевёлся на службу в Закавказский военный округ. В 1955 году подполковник Айрапетян перешел на преподавательскую работу в Ереванский политехнический институт, на военную кафедру. С 1959 года подполковник Айрапетян — в запасе. Жил в столице Армении городе Ереване. Скончался 14 марта 1998 года.

## Награды
- Медаль «Золотая Звезда» Героя Советского Союза
- Орден Ленина
- Орден Красного Знамени
- Орден Отечественной войны I степени
- Орден Отечественной войны II степени
- Два ордена Красной Звезды
- Медали